# João Franco de Oliveira
João Franco de Oliveira (Condeixa-a-Nova, 1642 - Miranda do Douro, 2 de agosto de 1715) foi um prelado português, arcebispo da Bahia e Primaz do Brasil e arcebispo-bispo de Miranda.
Foi nomeado bispo de São Paulo de Luanda em 9 de junho de 1687, sendo confirmado em 5 de outubro, sendo seu consagrante Dom Veríssimo de Lencastre. Em 9 de janeiro de 1692, foi elevado a arcebispo, sendo transferido para a Arquidiocese de São Salvador da Bahia, onde ficou até 1701, quando foi transferido para a Diocese de Miranda, mantendo ad personam o título de arcebispo, onde viria a falecer em 1715.